# Трета свещена война
Третата свещена война се води между силите на делфийската амфиктиония, предвождани от Тива и подкрепени от Древна Македония от една страна, и силите на Фокидския съюз подкрепян от Атина и Спарта - от друга. Към последните се числят и тираните на Фере в стремежа им към овладяване на цяла Антична Тесалия. 
Формален повод за войната е секвестирането от фокейците на богатствата от Храма на Аполон в Делфи за обработката на свещената земя. Срещу това се възпротивяват тиванците, представляващи амфиктионията. Богатствата от храма са достатъчни на фокейците да издържат голяма наемна армия, с която да жънат успехи срещу силите на ограбените.
В крайна сметка, след намесата на Филип II Македонски и победата му в битка на Шафранено поле, силите на фокейците са разбити, което води, след присъединяването на Тесалия към Древна Македония, и до налагането на македонска хегемония над Елада, посредством последвалия Коринтски съюз.